# RE-CREATION
『RE-CREATION』（リ・クリエイション）は、TUBEの31作目のオリジナル・アルバム。2011年7月20日にSony Music Associated Recordsから発売された。

## 概要
キャッチフレーズは「きっと笑顔の夏が来る」
前作『Surprise!』から約1年ぶりの発売。本作は東日本大震災にメンバー全員が向き合い、主にバラード系の楽曲が多い。
韓国では「Korea Record」から同年7月26日にKorea Versionとして再発売されている。
初回生産限定盤は、スペシャル三方背スリーブ仕様・Live Around 2011〜RE-CREATION〜のグランキューブ大阪メイキング映像とライブクリップ2曲を収録したDVD・W購入者特典応募ハガキ封入（初回プレス分のみ）・ブックレットに自由に貼付できるスペシャルステッカー封入
毎年恒例の野外スタジアムライブツアー「TUBE LIVE AROUND SPECIAL 2011　A Day In The Summer』が、横浜スタジアム、阪神甲子園球場で行われた。

## 収録曲
| 全作詞: 前田亘輝、全作曲: 春畑道哉。 |                                                |           |            |              |      |
| #                                    | タイトル                                       | 作詞      | 作曲・編曲 | 編曲         | 時間 |
| 1.                                   | 「A Day In The Summer 〜想い出は笑顔のまま〜」 | 前田亘輝  | 春畑道哉   | 佐藤晶、TUBE | 4:08 |
| 2.                                   | 「恋とパレオとピンヒール」                     | 前田亘輝  | 春畑道哉   | TUBE         | 3:11 |
| 3.                                   | 「荒野へ」                                     | 前田亘輝  | 春畑道哉   | TUBE         | 4:23 |
| 4.                                   | 「未来まであと5分」                            | 前田亘輝  | 春畑道哉   | TUBE         | 3:52 |
| 5.                                   | 「それでも地球は回ってる」                     | 前田亘輝  | 春畑道哉   | TUBE         | 4:19 |
| 6.                                   | 「月下美人」                                   | 前田亘輝  | 春畑道哉   | TUBE         | 3:39 |
| 7.                                   | 「江ノ島シーキャンドル」                       | 前田亘輝  | 春畑道哉   | TUBE         | 3:59 |
| 8.                                   | 「しあわせになろう」                           | 前田亘輝  | 春畑道哉   | TUBE         | 3:47 |
| 9.                                   | 「お前はマハラジャ」                           | 前田亘輝  | 春畑道哉   | TUBE         | 3:50 |
| 10.                                  | 「空と海があるように」                         | 前田亘輝  | 春畑道哉   | TUBE         | 4:48 |
| 11.                                  | 「Rock On My Way」                             | 前田亘輝  | 春畑道哉   | TUBE         | 4:31 |
| 合計時間:                            | 合計時間:                                      | 合計時間: | 44:27      |              |      |

| #  | タイトル                                                                         | 作詞 | 作曲・編曲 |
| -- | -------------------------------------------------------------------------------- | ---- | ---------- |
| 1. | 「Live Around 2011 〜RE-CREATION〜 at グランキューブ大阪 メイキング」            |      |            |
| 2. | 「A Day In The Summer 〜想い出は笑顔のまま〜 -Live Clip- at グランキューブ大阪」 |      |            |
| 3. | 「Live Around 〜RE-CREATION〜 at グランキューブ大阪 <MC>」                       |      |            |
| 4. | 「'Rock On The Way -Live Clip- at グランキューブ大阪」                           |      |            |

## タイアップ
それでも地球は回ってる
- KBCオーガスタゴルフトーナメント2011大会テーマソング。

江の島シーキャンドル
- 「江の島水族館」開場ソング。

空と海があるように
- 52枚目のシングル。読売テレビ・日本テレビ系『情報ライブ ミヤネ屋』エンディングテーマ。

## 演奏
- 前田亘輝：Vocal
- 春畑道哉：Guitar, Keyboards, Background Vocal
- 角野秀行：Bass, Background Vocal
- 松本玲二：Drums, Percussion, Background Vocal
- 佐藤晶
  - Synthesizer Programming
  - Background Vocal (#1.4.7)
- 玉木正昭：Percussion (#2.9)
- 勝田一樹
  - Horn Arrangement (#2)
  - Soprano Sax, Tenor Sax (#2.6)
- 野村裕幸：Trombone (#2)
- 澤野博教、小林太：Trumpet (#2)
- 永田真希ストリングス：Strings (#10)
- Eliana：Background Vocal (#2.9)
- 神田陽太：Background Vocal (#3.11)
- 宮原永海：Background Vocal (#8)